# Tyler Herro (singolo)
Tyler Herro è un singolo del rapper statunitense Jack Harlow, pubblicato il 22 ottobre 2020 come primo estratto dal primo album in studio Thats What They All Say.

## Descrizione
Si tratta di un brano omaggio all'omonimo cestista.

## Promozione
Harlow ha incluso il singolo in un medley con Whats Poppin nell'ambito degli MTV Europe Music Awards l'8 novembre 2020.

## Video musicale
Il video musicale, diretto da Ace Pro, è stato reso disponibile il 22 ottobre 2020 in concomitanza con l'uscita del brano.

## Tracce
Testi e musiche di Jahaan Sweet.
1. Tyler Herro – 2:36

## Classifiche
| Classifica (2020) | Posizione massima |
| ----------------- | ----------------- |
| Belgio (Fiandre)  | 86                |
| Canada            | 27                |
| Grecia            | 24                |
| Irlanda           | 38                |
| Lituania          | 46                |
| Portogallo        | 89                |
| Stati Uniti       | 34                |
| Svizzera          | 82                |